# 디폴트 (금융)
디폴트(default)는 금융 분야에서 대출의 법적 의무(또는 조건)를 충족하지 못하는 것을 의미한다. 예를 들어 주택 구매자가 모기지 지불을 하지 못하거나 기업이나 정부가 만기가 도래한 채권을 지불하지 못하는 경우이다. 국가부도는 정부가 국가 부채 상환에 실패하거나 거부하는 것을 말한다.
역사상 가장 큰 민간 디폴트는 리먼 브라더스로, 2008년 파산 신청 당시 6천억 달러가 넘었다(2023년에는 8,300억 달러 이상에 해당). 가장 큰 국가 디폴트는 그리스로, 2012년 3월 1,380억 달러(2023년 1,920억 달러에 해당)이다.